# Memory of the World Programme
Memory of the World Programme (UNESCO World Documentary Heritage) er et program iværksat 1992 af UNESCO for at beskytte verdens skriftlige kulturarv. Der vedligeholdes et register over dokumenter, der vurderes at have betydning for hele verden.

## Baggrund
I 1992 lancerede UNESCO sit Memory of the Worldprogram (MoW) for den skrevne og audiovisuelle kulturarv. Formålet er at skabe bevidsthed om, at det er nødvendigt at beskytte og bevare de mange uerstattelige historiske dokumenter – den dokumentariske kulturarv - i biblioteker og arkivers samlinger verden over, som er truet af mange grunde og fra mange sider. Som en del af programmet blev der fra 1997 oprettet et Memory of the World Register, en fortegnelse over umistelige dokumenter, dvs. håndskrifter, bøger og audiovisuelle dokumenter, samt arkiver og bibliotekssamlinger af unik betydning verden over. Ved udgangen af 2005 omfattede fortegnelsen 120 værker eller samlinger fra 57 lande, rækkende fra film til klippeinskriptioner, fra lydoptagelser til fotografier, fra bøger og oldtidsmanuskripter til arkiver og avissamlinger. De er udvalgt efter nominering fra de enkelte lande, vurderes ud fra en række kriterier af en international rådgivende komité, der fra 1993 mødes hvert andet år, og beslutning om optagelse på fortegnelsen konfirmeres af UNESCOs generalsekretær. 
MoW-programmets vision tager udgangspunkt i, at verdens dokumentariske kulturarv tilhører os alle, derfor skal bevares og beskyttes for alle og være fuldt tilgængelig, f.eks. gennem digitalisering, for alle. I forlængelse heraf er programmets mission at skabe opmærksomhed om og forståelse for beskyttelsen af kulturarven og at stræbe efter universel og permanent adgang for verdens befolkning til at se og opleve sine kulturskatte.

## Memory of the World Programme og Danmark
En Dansk Memory of the World Komité består af direktøren for Det Kongelige Bibliotek (formand) Rigsarkivaren og direktøren for Statsbiblioteket.
Af de knap 200 emner på listen har Danmark 2011 fået følgende materialer optaget:
- Tropehandelskompagniernes arkiver (1997)
- Linné-samlingen (1997)
- H.C. Andersens breve og manuskripter (1997)
- Søren Kierkegaard-arkivet (1997)
- Inka-krøniken – El primer nueva corónica y buen gobierno (2007)
- Øresundstoldregnskaberne (2007)
- Den Arnamagnæanske Samling af islandske håndskrifter, Danmark/Island (2009)
- Hamborgbibelen, Biblia Latina, fremstillet 1255 (MS GKS 4 folio) (2011).

Der er 2006 udgivet en publikation herom på dansk og engelsk: Danmark & UNESCO's Memory of the World Register. (ISBN 87-7023-450-7). - Link til digital udgave